# Heather Wilson
Pour la cycliste irlandaise, voir Heather Wilson (cyclisme).
Heather Ann Wilson, née le 30 décembre 1960 à Keene (New Hampshire), est une femme politique américaine. Membre du Parti républicain, elle représente le Nouveau-Mexique à la Chambre des représentants des États-Unis de 1998 à 2009 puis sert comme secrétaire à la Force aérienne des États-Unis dans l'administration Trump de 2017 à 2019.
Depuis août 2019, elle est la présidente de l'université du Texas à El Paso.

## Biographie

### Carrière militaire et famille
Wilson entre à l'United States Air Force Academy en 1978, seulement trois ans après l'ouverture de l'université aux femmes. Elle en sort diplômée en 1982.
Titulaire d'une bourse Rhodes, elle obtient un doctorat à l'université d'Oxford puis travaille pour la mission américaine à l'OTAN. Elle sert dans l'Air Force jusqu'en 1989 puis travaille au sein du Conseil de sécurité nationale sous George H. W. Bush.
Elle est mariée au colonel de l'Air Force Jay Hone, avec qui elle a trois enfants.

### Congrès des États-Unis
En 1998, elle est élue à la Chambre des représentants des États-Unis dans le 1er district du Nouveau-Mexique, autour d'Albuquerque. Dans une circonscription plutôt démocrate, elle réussit à se faire réélire tous les deux ans, bien qu'elle soit une cible des démocrates nationaux. Au Congrès, elle sert au sein de la commission des forces armées, où elle s'oppose notamment à l'intervention américaine durant la guerre du Kosovo.
Lors des élections de 2008, elle se présente à la succession du républicain Pete Domenici au Sénat des États-Unis. Durant la primaire républicaine, elle affronte son collègue conservateur Steve Pearce. La campagne devient un affrontement entre l'aile conservatrice et l'aile modérée du parti. Peu avant l'élection, alors que Wilson est distancée par Pearce, Domenici lui apporte son soutien,. Elle est toutefois battue par Pearce qui remporte la primaire avec environ 51 % des voix contre 49 % pour Wilson.

### Après le Congrès
De janvier 2009 à mars 2011, elle travaille comme consultante de plusieurs laboratoires financés par le gouvernement fédéral. Son travail est remis en cause lors de son audition au Sénat en 2017.
Wilson est à nouveau candidate lors élections sénatoriales de 2012. Elle remporte facilement la primaire républicaine, avec environ 70 % des suffrages face à Greg Sowards. Elle affronte alors le démocrate Martin Heinrich, qui lui a succédé à la Chambre des représentants. Dans un État qui vote de plus en plus en faveur des démocrates, notamment lors des élections présidentielles, les sondages donnent Wilson devancée de quelques points. Heinrich est élu sénateur avec 51 % des voix, Wilson n'en rassemblant que 45 %.
En 2013, elle prend la présidence de l'école des mines et de technologie du Dakota du Sud.

### Secrétaire à la Force aérienne
En janvier 2017, elle est nommée par Donald Trump au poste de secrétaire à la Force aérienne des États-Unis. Sa nomination est confirmée par le Sénat le 8 mai, par 76 voix contre 22. Elle pousse pour que la United States Space Force fasse partie de l'Air Force et ne soit pas une branche indépendante de l'armée, contrairement à son adjoint Patrick M. Shanahan. Elle obtient gain de cause.
Après la démission de James Mattis, son nom circule pour devenir secrétaire à la Défense,. En mars 2019, elle annonce qu'elle quittera l'administration Trump le 31 mai 2019 pour devenir présidente de l'université du Texas à El Paso, elle est remplacée par Barbara Barrett.

## Positions politiques
À la Chambre des représentants, Heather Wilson est considérée comme une républicaine modérée,,.